# Hilfe! Ein Yeti in den Spaghetti!
Hilfe! Ein Yeti in den Spaghetti! (Originaltitel: Yeti in My Spaghetti) ist ein Geschicklichkeits- und Kinderspiel, das 2015 in den Vereinigten Staaten von Patch Products auf Englisch und Spanisch veröffentlicht wurde. Ab 2016 wurde es von PlayMonster in den gleichen Sprachen veröffentlicht und gewann 2017 den Preis „Game of the Year“ bei der Verleihung des amerikanischen Toy of the Year Award. 2017 wird es auf Deutsch von dem französischen Spieleproduzenten Megableu im Vertrieb von Hutter Trade veröffentlicht und auf der Internationalen Spieletagen in Essen vorgestellt.

## Thema und Ausstattung
Bei dem Spiel Hilfe! Ein Yeti in den Spaghetti! handelt es sich um ein klassisches Geschicklichkeitsspiel auf der Grundlage des Mikado. Das Spielmaterial besteht neben der Spielanleitung aus 30 verdrehten Stäbchen (Spaghetti), einer Schüssel und einer Yeti-Figur. Es kann mit beliebig vielen Spielern gespielt werden, als Altersempfehlung wird ein Alter ab 5 Jahren angegeben.

## Spielweise
Zum Spielbeginn wird die Schüssel in die Tischmitte gestellt, darauf verteilen die Mitspieler die Spaghetti und platzieren zuletzt den Yeti in der Mitte der Nudeln.
Beginnend mit einem Startspieler ziehen die Mitspieler nacheinander jeweils eine Spaghetti aus der Schüssel, wobei er diese drehen, anheben und ziehen muss. Eine einmal berührte Nudel muss entfernt werden und der Spieler darf immer nur eine Hand benutzen, wobei er diese wechseln darf. Schafft er es, die Nudel aus dem Nudelhaufen zu ziehen, ohne dass der Yeti in die Schüssel fällt, ist der nächste Spieler an der Reihe. Gelingt es ihm nicht und der Yeti fällt in die Schüssel, endet das Spiel und der betreffende Spieler verliert das Spiel. Gewinner ist der Spieler, der zuletzt eine Nudel gezogen hat, ohne dass der Yeti in die Schüssel gefallen ist.

## Ausgaben
Das Spiel Hilfe! Ein Yeti in den Spaghetti! wurde 2015 als Yeti in My Spaghetti von Patch Products auf Englisch und Spanisch veröffentlicht. Seit 2016 wird es von PlayMonster in den gleichen Sprachen veröffentlicht. 2017 gewann das Spiel den Preis „Game of the Year“ bei der Verleihung der amerikanischen Toy of the Year Awards, im gleichen Jahr erschien es auf Deutsch von dem französischen Spieleproduzenten Megableu im Vertrieb von Hutter Trade und auf wurde der Internationalen Spieletagen in Essen vorgestellt. Ebenfalls 2017 erschien eine Version in russischer Sprache.

## Belege
1. 1 2 3  Spieleanleitung Hilfe! Ein Yeti in den Spaghetti!
2. ↑  Toy of the Year awards winners named auf toynews-online.biz; abgerufen am 8. Mai 2018.
3. ↑  Versionen von Yeti in My Spaghetti bei BoardGameGeek; abgerufen am 8. Mai 2018.